# Hautecloque
Hautecloque is een gemeente in het Franse departement Pas-de-Calais (regio Hauts-de-France) en telt 186 inwoners (1999). De plaats maakt deel uit van het arrondissement Arras.

## Geografie
De oppervlakte van Hautecloque bedraagt 6,9 km², de bevolkingsdichtheid is 27,0 inwoners per km².
De onderstaande kaart toont de ligging van Hautecloque met de belangrijkste infrastructuur en aangrenzende gemeenten.

## Demografie
Onderstaande figuur toont het verloop van het inwonertal (bron: INSEE-tellingen).